# Roberta Di Angellis
Roberta di Angellis  é uma cantora e compositora de música gospel brasileira, conhecida principalmente por ter feito parte do grupo Altos Louvores no início dos anos 1990.

## Biografia
Nascida na capital paulista, Roberta di Angellis mudou-se com a família ainda bem pequena para Vitória/ES. Lá, descobriu, no coral infantil da igreja que frequentava, sua vocação para a música. Algum tempo depois, viria o primeiro LP, pelos idos de 1989. Um ano depois, Roberta veio para o Rio de Janeiro e começou o trabalho de divulgação do seu disco. Mas a vida como independente não era fácil para ela. "Eu e meu pai percorríamos várias rádios, íamos a diversas gravadoras, mas nada acontecia". Até que a música foi parar na Rádio Melodia. "Posso dizer que, a partir desse momento, tudo mudou. Passei a receber vários convites e as portas começaram a se abrir", conta.
Após um teste, foi convidada a fazer parte do grupo Altos Louvores, que na década de 1990, revelou cantores como Sérgio Lopes, Eyshila, Marquinhos Gomes, entre outros. Na época, a cantora era conhecida como "Roberta Santos" e chegou a gravar três discos de repercussão nacional ao lado do Altos Louvores. Até que, no final de 1993, desligou-se do grupo para se dedicar ao ministério. Mas ela ainda queria voltar a cantar. Em 2006, a gravadora Top Gospel decide firmar um novo propósito com ela naquele momento com o lançamento do CD Gloriosa Presença, que conta com 13 canções, todas de autoria de Roberta, com exceção de "Ao Terceiro Dia", composição que ela divide com Leonardo Lóis.
Em 2009, embalada nas influências do metal sinfônico com a música pentecostal, entraria de vez no seguimento do Metal gospel, apostando assim, em uma vertente nova no Brasil, que mistura Rock com elementos de música clássica em uma roupagem de conteúdo totalmente baseado na Bíblia. Tal mudança ficou bem refletida no álbum Soldado do Céu, lançado no mesmo ano pela cantora.
Seu último álbum intitulado "O Reino" foi lançado de forma independente e apostou num estilo mais jovem e congregacional.

## Roberta Di Angellis Sinfonico
É um selo digital criado com o objetivo de atender a demanda e atualizações das plataformas digitais da cantora.

## Discografia Altos Louvores
- 1992: A Força do Amor
- 1992: Melhores Momentos
- 1993: Lágrima no Olhar

## Discografia solo
- 1989: Pedras no caminho
- 1998: Prova de Amor
- 2006: Gloriosa Presença
- 2009: Soldado do Céu
- 2016: O Reino

## Singles e EPs
- 2010: Minha Escolha - Ao Vivo no Via Show
- 2019: A Cruz É A Porta
- 2019: O Perfeito Louvor